# Benthocometes robustus
La brótula robusta (Benthocometes robustus) es una especie de pez marino actinopterigio.

## Morfología
La longitud máxima descrita es de 15 cm. La cabeza es corta y rechoncha, los ojos iguales o mayores que la longitud del hocico, opérculo con 2 espinas dirigidas posteriormente.
Es una especie ovípara, con huevos ovalados pelágicos flotando en una masa gelatinosa, las larvas son epipelágicas.

## Distribución y hábitat
Es una especie marina de comportamiento demersal, batipelágico de aguas profundas que habita en un rango de profundidad entre 500 y 1.000 metros. Se distribuye por la costa central y norte del océano Atlántico, incluido el mar Mediterráneo y el mar Caribe.